# 베로나의 두 신사

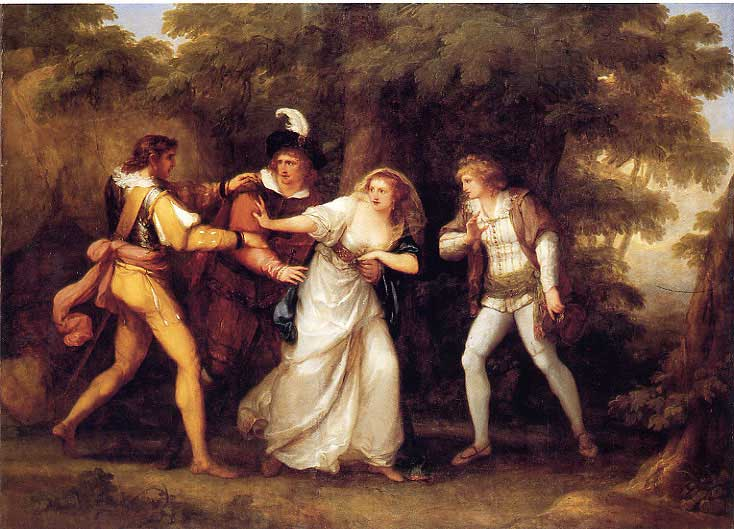

《베로나의 두 신사》(The Two Gentlemen of Verona)는 1589년부터 1593년까지 쓴 것으로 간주하는 윌리엄 셰익스피어의 코미디다. 일부는 셰익스피어 최초 희곡으로 추정하기도 한다. 발렌타인과 프로테우스의 우정과 배반, 사랑과 용서의 이야기가 이탈리아 베로나를 무대로 펼쳐진다. 연인과 친구를 배신하고 공작의 딸에게 구애하는 프로테우스, 친구의 배신으로 영지에서 쫓겨나 산적 두목이 된 발렌타인, 두 사람의 재회로 극적 긴장은 최고조에 달한다.

## 배경
깊은 신뢰로 우정을 쌓아 온 발렌타인과 프로테우스는 서로의 성공과 사랑을 빌며 각자의 길을 가기로 하고 헤어진다. 프로테우스는 연인 줄리아와 베로나에 남기로 하고 발렌타인은 명성을 쫓아 밀라노로 향한다. 발렌타인은 곧 밀라노 공작의 신임을 얻게 되었지만, 동시에 자신이 그토록 한심하게 여겼던 사랑의 포로가 되어 버린다. 공작의 딸 실비아를 남몰래 사랑하게 된 것. 실비아를 향한 발렌타인의 조심스런 구애가 결실을 맺을 때쯤 프로테우스는 아버지에게 떠밀려 친구가 있는 밀라노에 도착한다. 프로테우스가 밀라노에 도착하면서 이들의 우정과 사랑은 새로운 국면을 맞는다. 프로테우스가 친구의 연인 실비아에게 첫눈에 반해 버린 것이다. 프로테우스는 실비아를 차지하기 위해 친구와 연인 줄리아를 배신하기로 결심한다. 그의 머리에서 친구를 파멸할 무서운 간계가 꾸며지고, 발렌타인은 결국 모든 걸 잃은 채 공작의 명령에 따라 밀라노에서 쫓겨난다. 만토바의 변경에서 헤매던 발렌타인은 자신을 습격한 산적들을 포섭해 그들의 두목이 되고, 발렌타인을 찾아 도망친 실비아와 그녀를 추적해 온 프로테우스, 실비아의 정혼자와 밀라노의 공작까지 만토바의 숲에 이르게 된다. 한때 친구였던 프로테우스와 발렌타인은 실비아를 사이에 두고 연적으로 맞닥뜨린다.
셰익스피어는 이 작품에서 ‘모험 애정극’의 전형을 보여 주며 복잡하게 얽히고설킨 갈등의 실타래를 해피엔드로 풀어 나간다.